# 流氓 (電影)
《流氓》是拍摄于2003年的一部马来西亚数码电影，由南农执导，祖·胡赛米（Zul Huzaimy Marzuki）、毅真迪（Md Ezendy Aziz）、莫哈默·哈里力（Mohammad Hariry Abdul Jalil）等主演。这部电影的灵感来自南农于2001年在吉隆坡实验剧场所制作的一部舞台剧，以莎士比亚的《凯撒大帝》为参照蓝本，只是把故事的时空搬到了21世纪的马来西亚。电影讲述在一个流氓集团的权力斗争中，掌权人凯撒如何被其部下布鲁图和卡西乌斯合谋暗杀。这部电影不只是用马来语呈现莎翁的故事，而且里头参杂了大量的吉兰丹方言，为本土电影中前所未见。

## 剧情
凯撒（莫哈默·哈里力）统一了首都吉隆坡的光头（Skinhead）和庞克（Punk）两大党，他因为独揽权力、重组流氓组织的规则而招来部下不满。其中对他特别不服气的是卡西乌斯（毅真迪），一位曾为他立下许多汗马功劳的随从。卡西乌斯大力怂恿凯撒的另一位得力助手布鲁图（祖·胡赛米）合谋叛变。布鲁图原本无意背叛凯撒，但在卡西乌斯的反复劝说下，他终于被说服。于是，在一场预先安排的聚会中布鲁图行刺独裁者凯撒。

## 外部連結
- 互联网电影数据库（IMDb）里的《流氓》 （页面存档备份，存于）。
- 《流氓》预告片 （页面存档备份，存于），上载于Youtube。